# Ландтаг (Веймарская республика)
Ландтаг (landtag - «земский сейм») — общее название законодательных органов земель Германии в Веймарский период. Являлись преемниками представительных органов штатов Германской империи, и, в свою очередь, предшественниками сегодняшних ландтагами. В землях Гамбург, Бремен и Любек ландтаги назывались бюргершафтами.
Первым ландтагом сформированный в Веймарский период был ландтаг Свободного государства Мекленбург-Стрелиц, сформированный в соответствии с законом о выборах от 30 января 1919 года. Он заседал в замке Нойштрелиц (расположен в одноименном городе).

## Полномочия
Каждый из ландтагов каждой из земель:
- принимал, изменял, дополнял и отменял земельные законы (landesgesetz);
- по предложению правительства земли утверждал бюджет земли и изменения и дополнения в него.

## Избрание
Ландтаги всех земель избирались по пропорциональной системе по многомандатным округам по методу д'Одта или по автоматическому методу сроком на 4 году.

## Статус члена ландтага
Вместе с тем, имперская конституция гарантировала депутатам ландтагов иммунитет от судебного или должностного преследования за свое голосование или политическую позицию, высказанную им при осуществлении депутатской деятельности, требовала согласия ландтага на привлечение депутата к следствию, а также давала депутату право и право на возмещение, а также право на отказ от дачи показаний в суде о фактах, которые стали известны им при осуществлении депутатской деятельности, и лицах, сообщивших их. Обыск и наложение ареста в стенах ландтага могли производиться только с разрешения председателя ландтага.

## Список
Ландтаги земель Германии в Веймарский период:
- Анхальтский ландтаг
- Баденский ландтаг
- Баварский ландтаг (Bayerischer Landtag)
- Брауншвейский ландтаг
- Бременский бюргершафт (Bremische Bürgerschaft)
- Ландтаг Свободного государства Кобург (до 1920 г.)
- Гамбургский бюргершафт
- Гессенский ландтаг
- Ландтаг Парламент Свободного государства Липпе
- Любекский бюргершафт
- Ландтаг Свободного государства Мекленбург-Шверин
- Ландтаг Свободного государства Мекленбург-Стрелиц
- Ольденбургский ландтаг
- Прусский ландтаг (Preussischer Landtag)
- Ландтаг Народного государства Ройсс (до 1920 г.)
- Региональный совет Саарской территории (под администрацей Лиги Наций в период 1920—1935 гг.)
- Саксонский ландтаг (Sächsischer Landtag)
- Ландтаг Свободного государства Саксен-Альтенбург (до 1920 г.)
- Ландтаг Свободного государства Саксен-Гота (до 1920 г.)
- Ландтаг Свободной земли Саксен-Майнинген (до 1920 г.)
- Ландтаг Свободного государства Саксен-Веймар-Эйзенах (до 1920 г.)
- Ландтаг Свободного государства Шаумбург-Липпе
- Ландтаг Свободного государства Шварцбург-Рудольштадт (до 1920 г.)
- Ландтаг Свободного государства Шварцбург-Зондерсхаузен (до 1920 г.)
- Тюрингский ландтаг (Thüringer Landtag) (с 1920)
- Земельное представительство Свободного государства Вальдек-Пирмонт (до 1929 г.)
- Вюртембергский ландтаг

## Упразднение
Ландтаги были распущены вскоре после принятия закона о реорганизации Рейха (нем. Gesetz über den Neuaufbau des Reichs).